# Grand Prix automobile de France 1978
Résultats du Grand Prix de France de Formule 1 1978 qui a eu lieu sur le circuit Paul Ricard le 2 juillet.

## Classement
| Pos  | N° | Pilote                | Écurie             | Tours | Temps/Abandon      | Grille | Points |
| ---- | -- | --------------------- | ------------------ | ----- | ------------------ | ------ | ------ |
| 1    | 5  | Mario Andretti        | Lotus-Ford         | 54    | 1 h 38 min 51 s 92 | 2      | 9      |
| 2    | 6  | Ronnie Peterson       | Lotus-Ford         | 54    | +2 s 93            | 5      | 6      |
| 3    | 7  | James Hunt            | McLaren-Ford       | 54    | +19 s              | 4      | 4      |
| 4    | 2  | John Watson           | Brabham-Alfa Romeo | 54    | +36 s 88           | 1      | 3      |
| 5    | 27 | Alan Jones            | Williams-Ford      | 54    | +41 s 81           | 14     | 2      |
| 6    | 20 | Jody Scheckter        | Wolf-Ford          | 54    | +54 s 53           | 7      | 1      |
| 7    | 26 | Jacques Laffite       | Ligier-Matra       | 54    | +54 s 74           | 10     |        |
| 8    | 35 | Riccardo Patrese      | Arrows-Ford        | 54    | +1 min 24 s 88     | 12     |        |
| 9    | 8  | Patrick Tambay        | McLaren-Ford       | 54    | +1 min 27 s 06     | 6      |        |
| 10   | 3  | Didier Pironi         | Tyrrell-Ford       | 54    | +1 min 29 s 98     | 16     |        |
| 11   | 16 | Hans-Joachim Stuck    | Shadow-Ford        | 53    | +1 tour            | 20     |        |
| 12   | 12 | Gilles Villeneuve     | Ferrari            | 53    | +1 tour            | 9      |        |
| 13   | 9  | Jochen Mass           | ATS-Ford           | 53    | +1 tour            | 25     |        |
| 14   | 31 | René Arnoux           | Martini-Ford       | 53    | +1 tour            | 18     |        |
| 15   | 36 | Rolf Stommelen        | Arrows-Ford        | 53    | +1 tour            | 21     |        |
| 16   | 10 | Keke Rosberg          | ATS-Ford           | 52    | +2 tours           | 26     |        |
| 17   | 19 | Vittorio Brambilla    | Surtees-Ford       | 52    | +2 tours           | 19     |        |
| 18   | 11 | Carlos Reutemann      | Ferrari            | 49    | +5 tours           | 8      |        |
| Abd. | 30 | Brett Lunger          | McLaren-Ford       | 45    | Moteur             | 24     |        |
| Abd. | 14 | Emerson Fittipaldi    | Fittipaldi-Ford    | 43    | Suspension         | 15     |        |
| Abd. | 18 | Rupert Keegan         | Surtees-Ford       | 40    | Moteur             | 23     |        |
| Abd. | 33 | Bruno Giacomelli      | McLaren-Ford       | 28    | Moteur             | 22     |        |
| Abd. | 1  | Niki Lauda            | Brabham-Alfa Romeo | 10    | Moteur             | 3      |        |
| Abd. | 4  | Patrick Depailler     | Tyrrell-Ford       | 10    | Moteur             | 13     |        |
| Abd. | 17 | Clay Regazzoni        | Shadow-Ford        | 4     | Panne électrique   | 17     |        |
| Abd. | 15 | Jean-Pierre Jabouille | Renault            | 1     | Moteur             | 11     |        |
| Nq.  | 37 | Arturo Merzario       | Merzario-Ford      |       | Non qualifié       |        |        |
| Nq.  | 22 | Derek Daly            | Ensign-Ford        |       | Non qualifié       |        |        |
| Nq.  | 25 | Héctor Rebaque        | Lotus-Ford         |       | Non qualifié       |        |        |

Légende :
- Abd.=Abandon

## Pole position et record du tour
- Pole position : John Watson en 1 min 44 s 41 (vitesse moyenne : 200,326 km/h).
- Tour le plus rapide : Carlos Reutemann en 1 min 48 s 56 au 48e tour (vitesse moyenne : 192,668 km/h).

## Tours en tête
- Mario Andretti : 54 (1-54)

## À noter
- 10e victoire pour Mario Andretti.
- 68e victoire pour Lotus en tant que constructeur.
- 114e victoire pour Ford Cosworth en tant que motoriste.